# Jiuzhaigou
Jiuzhaigou (Chino simplificado: 九寨沟; Chino tradicional: 九寨溝; pinyin: Jiǔzhàigōu; literalmente: "Valle de Nueve Aldeas"; Tibetano: གཟི་རྩ་སྡེ་དགུ) es una reserva natural y parque nacional situado en el cantón de Nanping, en la provincia de Sichuan, China.
Las aldeas son de etnia tibetana. La Región de interés panorámico e histórico del Valle de Jiuzhaigou fueron declaradas Patrimonio de la Humanidad por la Unesco en el año 1992 y Reserva Mundial de la Biosfera en 1997. Abarca una superficie protegida de 72.000 ha.
El valle de Jiuzhaigou es parte de las montañas Min y es famoso por sus cascadas, coloridos lagos y picos nevados. Su elevación varía entre los 2.000 y 4.500 metros.

## Zonas de Interés
Jiuzhaigou está compuesto por 3 valles dispuestos en forma de Y. Los valles Rize y Zechawa fluyen desde el sur y se juntan en el centro formando el valle de Shuzheng.  
 Valle Rize Este valle de 18 km de longitud se encuentra en la zona suroeste de Jiuzhaigou. Contiene una gran variedad de lugares y suele ser visitado en primer lugar. Algunos de los puntos más importantes son:

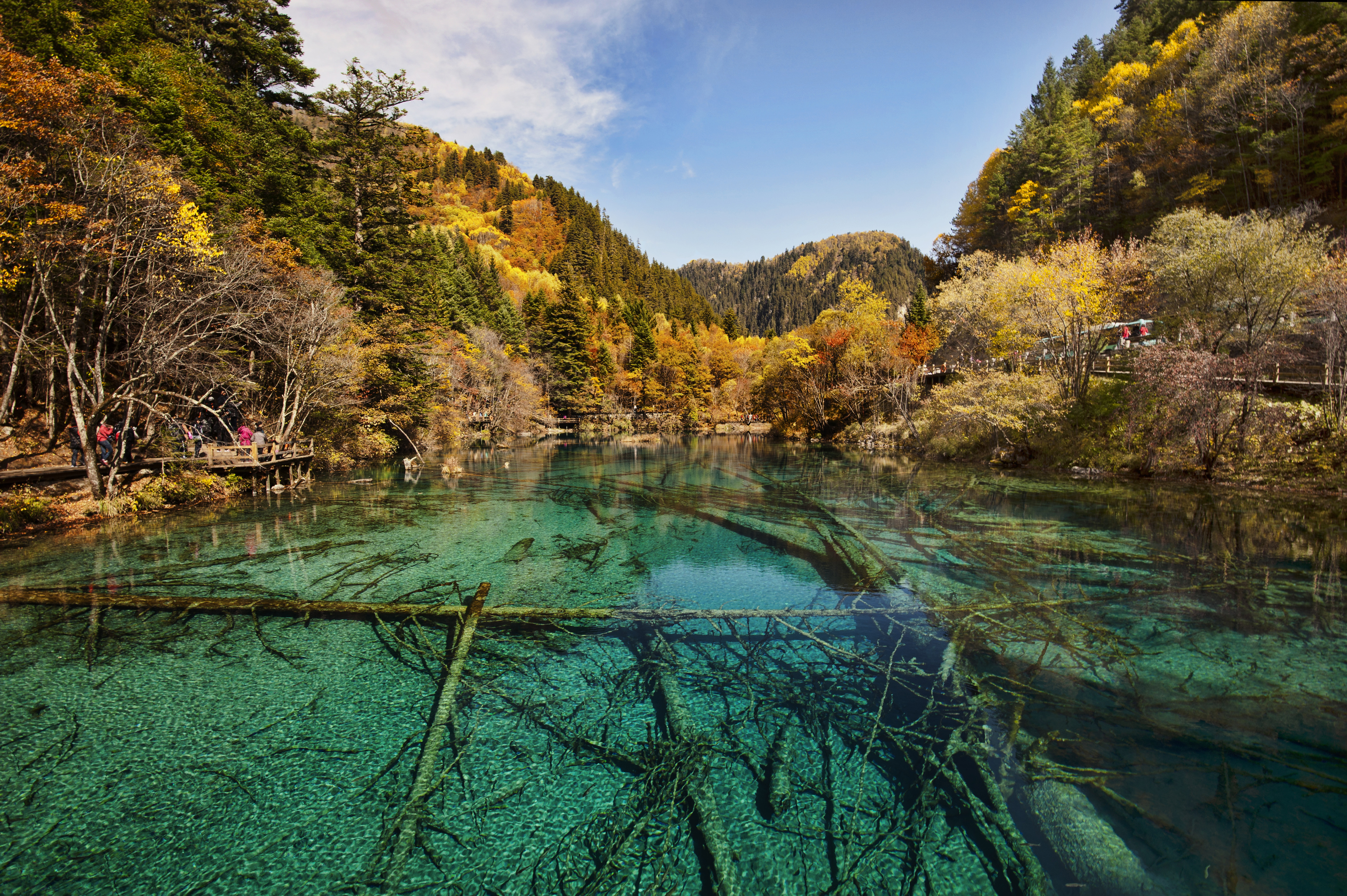
Lago de las 5 Flores

- Lago de las 5 Flores(五花海, Wǔhuā Hǎi) es un lago multicolor que debe su inusual apariencia a la concentración de minerales y otros residuos. Sus aguas son cristalinas y es posible ver los troncos depositados en el fondo del lago. Más de 200,000 personas[1] lo visitan cada año, pero a pesar de ello la claridad del agua no ha disminuido lo más mínimo.

- Cataratas de la Perla, con una caída de 28 metros y extendiéndose 310 metros a lo ancho.